# Seu del Districte de Sants-Montjuïc
La Seu del Districte de Sants-Montjuïc, antiga Tinença d'Alcaldia d'Hostrafrancs, és un edifici situat al carrer de la Creu Coberta, 104-106 del barri d'Hostafrancs de Barcelona, catalogat com a bé cultural d'interès local. A la part del darrere de la parcel·la, que dona al carrer de Miquel Bleach, hi ha l'edifici de l'Escola Miquel Bleach, catalogat com a bé amb elements d'interès (categoria C).

## Història
En aquest indret hi havia un hostal propietat d'Antoni Buscà, que l'any 1856 va llogar les seves instal·lacions a l'Ajuntament de Barcelona, que el va reformar successivament per a atendre les creixents necessitats de representació. El 1895, l'arquitecte Jaume Gustà i Bondia va projectar una nova seu, les obres de la qual, que es perllongaren fins al 1915, van ser realitzades per la Societat A. Pascual i Cia, i dirigides per arquitecte Ubald Iranzo i Eiras, responsable de l'Oficina Facultativa d'Urbanisme de l'Ajuntament.
El 2001, l'estudi d'arquitectes de Jaume Arderiu i Tomàs Morató se'n va encarregar de la restauració, executada per J.M. Navarro i Construccions Cerrada Alegret SANO.

## Descripció
Després de la reforma del carrer de Llobet, presenta una mitgera a aquest carrer i una façana principal al de la Creu Coberta. Comprèn planta baixa, planta noble i dos pisos més sota un terrat transitable. El cornisament queda rematat, a l'angle, per una torre-campanar amb un carilló de ferro forjat i amb rellotges als quatre vents. L'accés principal dona pas a una àmplia zona de vestíbul al fons del qual es localitza l'escala noble vers les plantes superiors. Amb tot, estílisticament s'inclou dins del modernisme d'arrel goticitzant.
La façana, íntegrament realitzada en pedra de Montjuïc, estructura les seves obertures en eixos verticals regulars i destaca pel seu decorativisme i la delicadesa dels seus treballs escultòrics. La planta baixa s'obre al carrer per mitjà d'un gran pòrtic d'arcs rebaixats sobre robustes columnes de capitell floral. Aquestes columnes queden enfaixades per l'estructura que sosté les voluptuoses portes de ferro forjat ornades a base de fulles de palma i els escuts Barcelona, obra del forjador Joan Vallhonrat i Marcet. La planta noble s'obre al carrer per mitjà d'un mur transparent amb grans finestrals escarsers tancats amb vitralls de colors dissenyats, ja en clau noucentista, per Francesc Labarta i Planas i confeccionats per la casa Rigalt i Granell. En els carcanyols d'aquests arcs hi sobresurten, entre rams de flors, quatre bustos femenins que representen les quatre estacions de l'any. Al bell mig de la façana s'hi esculpí l'escut caironat de Barcelona, envoltat per una rica corona de llorer, de palma i de roure. La darrera planta es presenta al carrer a través d'una galeria de finestres coronelles amb llinda en forma d'arc i mascarons monstruosos a les impostes i que recorden les antigues solanes de l'arquitectura medieval.
El balcó del despatx principal es troba als peus de la torre i es presenta emmarcat per un refinat i sumptuós fullatge en relleu protegit per un guardapols de perfil escarser i sostingut per dues mènsules en forma de bust medieval. La torre, visible des de molts punts del barri, s'alça massissa amb llurs angles arrodonits per semicolumnes de capitell floral que sostenen els arcs que protegeixen els rellotges oberts als quatre vents. Quatre pinacles als angles protegeixen l'estructura del campanar, feta de ferro forjat.
El vestíbul, al que s'accedeix per mitjà d'un pòrtic columnari, presenta els seus murs revestits amb esgrafiats florals de color celest i ocre. En ell hi destaca la presència de les jàsseres de ferro que sostenen el forjat, presentades com un element decoratiu més. Tanmateix, l'element més significatiu d'aquest espai ve representat pel treball escultòric de les obertures, especialment dels arcs que menen vers l'escala noble, amb llurs carcanyols totalment revestits de relleus vegetals i bustos medievalitzants.
L'escala, amb els seus graons de marbre blanc, arrenca amb un pedestal ornat a base de volutes, corones de flors i àligues rematat amb un fanal de ferro forjat i globus de vidre. El passamans de l'escala reposa sobre una potent barana a base de riques traceries entrellaçades d'inspiració floral realitzades en pedra de Montjuïc. L'escala mena al vestíbul de la sala de plens, amb llurs murs recoberts d'esgrafiats bicolors i terres revestits amb mosaics florals. Aquest espai queda cobert per una gran claraboia de vitralls que mostra l'escut de barcelona envoltat per dues al·legories femenines i voluptuoses garlandes de fruites i flors. Aquesta claraboia queda sostinguda per un emmarcament de volta catalana sostinguda sobre biguetes ornades amb elegants dragons alats de ferro forjat.
La sala de plens, orientada al carrer de la Creu Coberta, és un espai rectangular de forma pràcticament basilical, amb una nau central amb un quart d'esfera a la capçalera, amb els seients dels regidors i una nau lateral que hi fa d'avant-cambra. En el seu interior hi destaquen els seus motius decoratius a base de pintures murals, relleus escultòrics, escuts, capitells i, sobretot, els vitralls de Francesc Labarta, que formen quatre conjunts dedicats a Barcelona com a matrona, a l'Agricultura, a la Indústria i al Comerç.

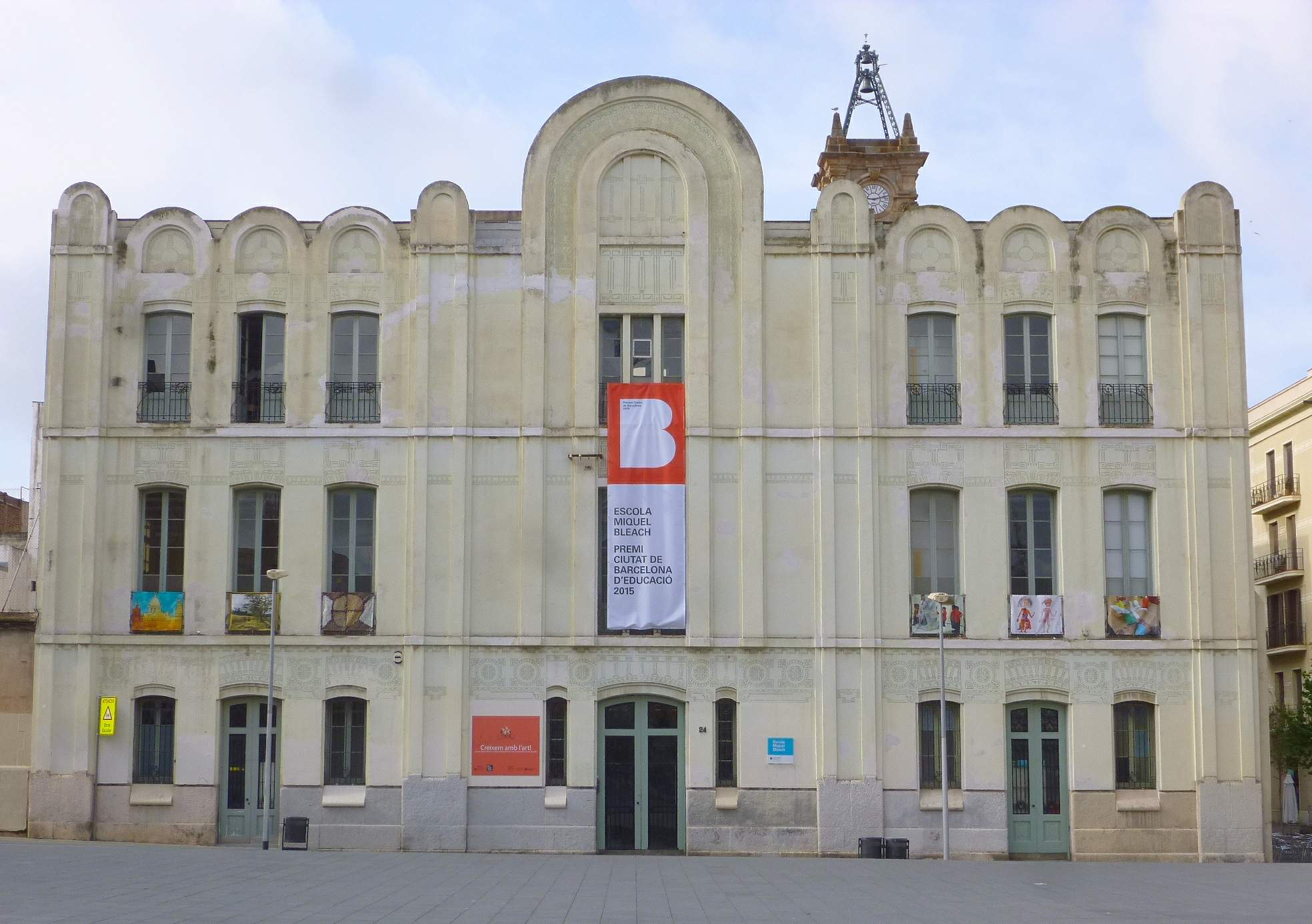
Edifici de l'escola al carrer de Miquel Bleach

## Edifici de l'Escola Miquel Bleach
Consta de planta baixa i dos pisos. L'austeritat de línies de la façana, originalment decorada amb esgrafiats, contrasta amb el coronament d'arcs de mig punt, molt més gran el central, que s'alineen amb les obertures. Està previst que, en un futur, l'escola es traslladi i l'edifici es destini a ampliar les oficines de la seu del districte.